# Paul Dennis Etienne

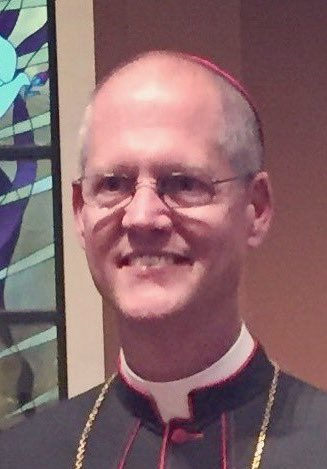
Paul Etienne (2016)

Paul Dennis Etienne (* 15. Juni 1959 in Tell City, Indiana) ist ein US-amerikanischer römisch-katholischer Geistlicher und Erzbischof von Seattle.

## Leben
Paul Dennis Etienne empfing am 27. Juni 1992 das Sakrament der Priesterweihe.
Am 19. Oktober 2009 ernannte ihn Papst Benedikt XVI. zum Bischof von Cheyenne. Der Erzbischof von Denver, Charles Joseph Chaput OFMCap, spendete ihm am 9. Dezember desselben Jahres die Bischofsweihe; Mitkonsekratoren waren Daniel Mark Buechlein OSB,  Erzbischof von Indianapolis, und David Ricken, Bischof von Green Bay. Sein Wahlspruch ist Veritas in Caritate (lat. „Die Wahrheit in der Liebe“).
Papst Franziskus ernannte ihn am 4. Oktober 2016 zum Erzbischof von Anchorage. Die Amtseinführung fand am 9. November desselben Jahres statt.
Am 29. April 2019 ernannte ihn Papst Franziskus zum Koadjutorerzbischof von Seattle. Die Amtseinführung erfolgte am 7. Juni desselben Jahres. Mit dem Rücktritt James Peter Sartains am 3. September 2019 folgte er diesem als Erzbischof von Seattle nach.

## Bischofswappen

Wappen als Erzbischof von Seattle
Wappen als Koadjutor von Seattle
Wappen als Erzbischof von Anchorage
Wappen als Bischof von Cheyenne